# James Wilson Henderson

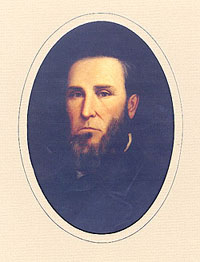
James Wilson Henderson, ca. 1853

James Wilson Henderson (* 15. August 1817 im Sumner County in Tennessee; † 30. August 1880 in Houston, Texas) war ein US-amerikanischer Politiker und der 4. Gouverneur von Texas.
Henderson verließ im Alter von 19 Jahren das College nahe Georgetown in Kentucky und reiste nach Texas, um die Freiheitsbestrebungen zu unterstützen. Er erreichte Texas kurz nach der Schlacht von San Jacinto und wurde zur Anwerbung weiterer Freiwilliger zurück in die USA geschickt. Als er wieder nach Texas zurückkehrte, bot ihm Sam Houston eine Stelle bei den Texas Rangern an, was er aber ablehnte. Henderson hatte sich dafür entschieden, im Harris County zu siedeln und Landvermesser zu werden. Während er als solcher arbeitete, begann er gleichzeitig sein Jura-Studium. 1842 unterbrach er seine Arbeit und nahm an der Somervell-Expedition teil.
Am 4. September 1843 siegte er gegen Colonel James Morgan beim Kampf um einen Sitz im Repräsentantenhaus, worin er 1844 bestätigt wurde. Nach der Annexion durch die USA wurde Henderson als dritter Vizegouverneur in die bundesstaatliche texanische Regierung gewählt. Dieses Amt bekleidete er zwischen 1851 und 1853. Am 23. November 1853 wurde er als Nachfolger von Peter Hansborough Bell Gouverneur von Texas, was er die restliche Legislaturperiode bis zum 21. Dezember 1853 blieb. Sein Nachfolger als Gouverneur wurde Elisha M. Pease.